# 木馬責め
木馬責め（もくばぜめ）とは戦国時代・江戸時代等に行われた拷問の一種。現在では、女性に対する羞恥的、かつ性的な責めとしてSMプレイ等にも使用される。

## 概要
木馬型で背の尖った拷問具（三角木馬と呼ばれている）に、被拷問者（盗賊、年貢滞納者、隠れキリシタンなどが対象だった）を、全裸または下半身を裸にした上で、身体を拘束して跨らせ、本人の体重で股間に苦痛を与える、また石などの重りを足に括り付けて加重する場合もある。
被拷問者が拷問台から落ちないように天井の梁や鈎から垂らした縄や鎖に、体を縛った縄尻を結んで固定する場合が多い。拷問台を揺する、足や重しを引っ張る、鞭や杖で打つ、などして苦痛を加重することもあった。女性に用いられる場合が多いが、鞭打や石責めなどの拷問に耐えられないと思われる少年に代替手段として用いられる例もあった。股間は柔らかい部分で女性器や肛門があるため、長時間に及ぶとそれらが損傷を受け出血し裂けることもあった。
特にSMプレイなどでは、女性を全裸にした上で、両手を後ろ手に縛り木馬に跨らせた後、頭髪を天井から垂らした縄で結び責めるという方法もある。他にも様々なバリエーションが存在するが、股間を圧迫し木馬の背の稜線を喰込ませるという点は、いずれも変わらない。
激しい苦痛と恥ずかしさから、他に類を見ない苛烈な責めとされる。被虐者の反応を見ながら断続が可能な笞打などと違い、一度木馬に載せると降ろさない限りは苦痛は中断しないという特性から、被虐者がこれにより快楽になるかどうかは、異常な状況に対して抱く心情によって大きく相違する。
すなわち被虐者に嗜虐趣味の無い場合は木馬責めは単なる過酷な拷問にすぎず、逆に嗜虐趣味の横溢したる場合は木馬は扇情的な道具と見えることとなる。
従ってSMプレイにこれを使用するのは被虐者の側に余程の趣味がある場合に限ると見られている。

## 歴史

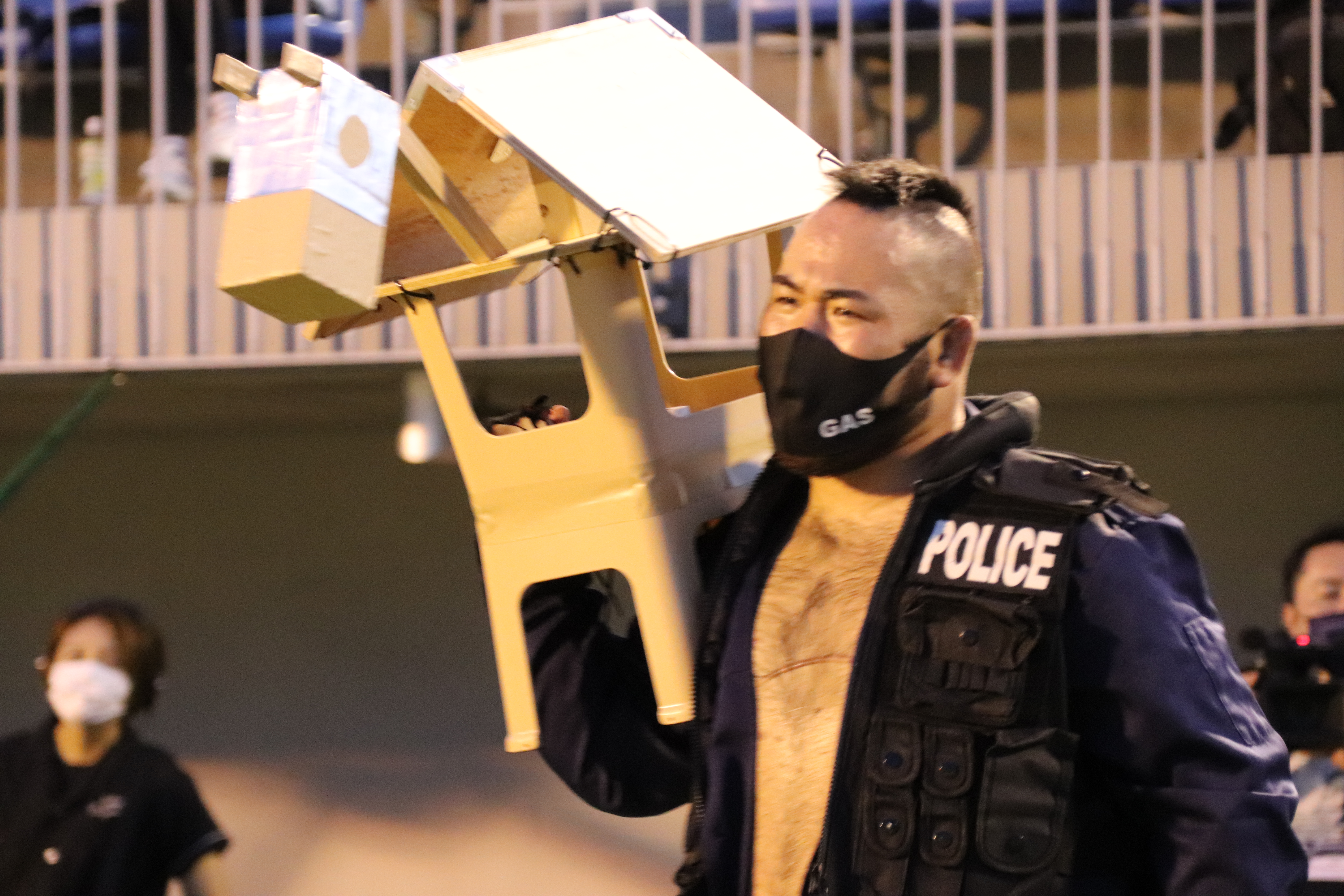
植木嵩行が簡易制作した三角木馬

武家の家では馬具を載せておく木製の台を備えていた。鞍を載せておくので馬の胴の恰好をしたもので木材を組合わせて作ってある。その背の部分に人を跨らせて股間に苦痛を与え、折檻や尋問に使った。
戦国時代の頃から拷問の一種として使われていたのは確実だが、背をわざわざ尖らせたものが用いられたわけではない。角材を組み合わせた荒い造りの結果として尖った部分が背になったとも考えられる。三角形の背だけではなく、5ミリから5センチ程度の幅のある背や丸みをつけた背もあったと考えられる。もともと木馬で責苦を与えると同時に、身体を打ちやすいように固定する目的もあった。両腕を緊縛したうえ木馬に載せられると余り身体を動かせなくなる姿勢となるからである。
また江戸時代の公事方御定書には笞打ち、石抱き、海老責、吊り責めが公認の拷問となっており木馬責は私刑や諸藩に於ける拷問などに用いられたと考えられる。